# Mariés (Thasos)
Mariés, en grec moderne : Μαριές ou Μαριαί, est un village sur l'île de Thasos, en Macédoine-Orientale-et-Thrace, Grèce.
Selon le recensement de 2011, la population du village compte 158 habitants.